# خضرا (بنغازی)
خضرا (به عربی: الخضراء) یک منطقهٔ مسکونی در لیبی است که در بنغازی واقع شده‌است.